# Красное (озеро, Ушачский район, бассейн Ушачи)
Кра́сное (бел. Кра́снае) — озеро в Ушачском районе Витебской области Белоруссии. Относится к бассейну реки Ушача.

## Описание
Озеро Красное располагается в 8 км к югу от городского посёлка Ушачи. Неподалёку находится деревня Качаны.
Площадь поверхности озера составляет 0,02 км². Длина — 0,22 м, наибольшая ширина — 0,13 м. Длина береговой линии — 0,5 м.
Склоны котловины высотой до 10 м, поросшие кустарником, на севере и востоке — под огородами. Озеро окружено заболоченной поймой шириной от 10 м на востоке до 120 м на юге. Берега в основном низкие, песчаные, поросшие деревьями и кустарником.
Через водоём протекает длинный безымянный ручей, впадающий в озеро Вечелье.
В озере обитают карась, окунь, плотва, лещ и другие виды рыб.